# Simca 1100
La 1100 era una autovettura di fascia medio-bassa prodotta con il marchio SIMCA tra il 1967 ed il 1979 e con il marchio Talbot dal 1979 al 1985.

## Storia
La Simca 1100 è stata una delle prime berline a due volumi dotate di portellone posteriore; una soluzione che nella seconda metà degli anni sessanta era ancora piuttosto fuori dal comune, sebbene alcune case costruttrici avessero già prodotto vetture con tale soluzione. Tra queste vanno segnalate le utilitarie Renault 4 e Citroën 2CV Mixte, entrambe del 1961, e l'Autobianchi Primula, risalente al 1964, che aveva avuto grande successo in Francia e alla quale era chiaramente ispirata la Simca 1100.

### Genesi e debutto
Fu proprio la vettura italiana a fare da ispiratrice per la futura Simca 1100: l'idea di avere nel listino Simca una vettura di fascia media votata alla praticità di utilizzo cominciò a solleticare il patron della Simca Enrico Teodoro Pigozzi già nel momento in cui questi vide i primi prototipi della Primula, risalenti al 1962, le cui immagini furono diffuse dalla stampa specializzata.  Il Pigozzi fece avviare quindi uno studio sulla possibilità di realizzare una vettura di quel genere, dando così il via al cosiddetto progetto VLBB (Voiture Légère Berline-Break). Ma al reparto progettazioni Simca non si respirava una buona aria, poiché si aveva l'impressione che la Chrysler, da poco entrata nel capitale della Casa di Poissy, non lasciasse un gran margine di indipendenza alla Simca stessa, nonostante la sua quota azionaria fosse minoritaria rispetto a quella detenuta dalla Fiat. La situazione degenerò quando nel 1963 il colosso americano fece suo il 65% del pacchetto azionario della Simca: a quel punto, la quota detenuta dalla Fiat divenne minoritaria e la Chrysler poté disporre a suo piacimento della Casa francese. Fu a questo punto che Pigozzi si dimise dalla carica di presidente, sostituito da Georges Hereil: quest'ultimo cominciò ad avviare un programma che portasse la Casa della Rondine in fase di rapida espansione sul mercato interno ed internazionale: per ampliare la gamma, decise di proseguire con l'idea maturata a suo tempo da Pigozzi e dalle ceneri del progetto VLBB nacque il nuovo progetto 928. Le specifiche imposte per la nuova vettura non lasciarono campo libero a troppe scelte: motore da 1.1 litri in posizione anteriore trasversale, trazione anteriore, corpo vettura a due volumi o due volumi e mezzo provvisto di portellone, lunghezza inferiore ai 4 metri, abitacolo ampio ed accogliente. In pratica, le principali caratteristiche della futura 1100 furono già tracciate.
Il compito più difficile per i progettisti fu quello di sposare efficacemente delle soluzioni tecniche mai provate fino a quel momento con le caratteristiche dell'abitacolo ed il mantenimento dello stile tipicamente Simca. Invece, il compito più difficile per Georges Hereil fu quello di far accettare il progetto allo stato maggiore della Chrysler, ed a questo scopo il presidente Simca dovette dar fondo a tutte le sue capacità diplomatiche per avere l'approvazione degli americani. Quando ciò avvenne, le acque si calmarono ed il progetto poté essere condotto con più serenità. Il progetto 928, ormai completamente sviluppato, dopo breve pausa di analisi, venne portato avanti senza che la nuova proprietà intervenisse sensibilmente. Si arrivò così al 1966, quando vennero realizzati i primi prototipi dalle forme quasi definitive, prototipi che dal punto di vista tecnico ricalcavano quanto avrebbe poi proposto la vettura definitiva. Alla fine i prototipi saranno 24, tutti testati a fondo per collaudare l'affidabilità della meccanica e rilevare ogni problema che si fosse presentato. Il collaudo definitivo, quello condotto nel deserto del Marocco, fu condotto con sette esemplari di pre-serie nel luglio del 1967, esemplari che furono sottoposti ad un vero e proprio tour de force in un ambiente molto caldo e su strade dissestate.
Una prima presentazione della nuova vettura si ebbe nel settembre del 1967, in anteprima per la stampa. La location scelta per l'evento fu la Sardegna, le cui strade tortuose fecero da palcoscenico alle caratteristiche stradali, valutate molto positivamente dalla critica, della nuova auto, anche se sulle prime fu la linea fuori dal comune a lasciare perplessi, tanto che non mancarono anche alcune critiche, destinate però a spegnersi dopo qualche tempo, una volta che ci si fu abituati all'inusuale corpo vettura. Un'altra dimostrazione delle doti dinamiche della vettura venne data sempre a settembre, ma sul circuito di Monthléry, dove la stampa rimase impressionata dalla tenuta di strada della nuova Simca. Il debutto ufficiale della Simca 1100 avvenne al Salone di Parigi del 1967, di fronte al pubblico ed alla stampa, la 1100 fece bella mostra di sé nelle versioni di carrozzeria a 3 e 5 porte, Break (solo a 3 porte) e commerciale. Per le due versioni berlina gli allestimenti furono due, denominati LS e GL, quest'ultimo più rifinito ed accessoriato. Un altro aspetto che non mancò di far discutere fu l'applicazione da parte della Casa francese della garanzia di due anni o 60.000 km su motore, cambio ed altri organi meccanici, in un'epoca in cui la concorrenza fissava la garanzia per appena 6 mesi.

#### Design esterno ed interno
La "1100" è stata accostata alla Renault 6 e alla Citroën Dyane per le sue analogie nell'impostazione del corpo vettura. In realtà, queste ultime sono più vicine al segmento delle utilitarie che non a quello delle medio-piccole, a causa delle motorizzazioni più ridotte: all'epoca, anche i Costruttori che avevano optato per la linea due volumi (Austin/Morris/Innocenti 1100/IM3/I4, Autobianchi Primula, ecc.), non avevano osato pensare ad un bagagliaio comunicante con l'abitacolo. Proprio la presenza del portellone posteriore era la particolarità della "1100": pur non una novità assoluta rappresentava un elemento innovativo molto forte, soprattutto sul mercato interno dove costituì una primizia assoluta nella sua fascia di mercato, dove Citroën Ami 6, Peugeot 204 e Renault 8, concorrenti della stessa fascia, erano classiche berline a tre volumi (4 porte senza portellone).

Il frontale era tipicamente Simca, ricordava sia la Simca 1000 che le 1301 e 1501, con i suoi fari tondi e la calandra a tutta larghezza. La linea di fiancata invece si distanziava da tutte le altre vetture dell'epoca: fino all'altezza del montante posteriore sembrava quasi un'auto come tante, ma l'andamento della coda, molto sfuggente e formante un diedro, le conferiva una personalità unica, mentre le luci posteriori erano piccole e di forma rettangolare sviluppata orizzontalmente.

La linea, pur se nuova e coraggiosa, manteneva alcuni elementi tradizionali, che alcune delle concorrenti avevano invece abbandonato: il padiglione era molto largo, con spigoli arrotondati, ed i vetri laterali erano piatti, invece che rastremati; buono, per l'epoca, il rapporto tra superficie vetrata e fiancata.
Oltre al portellone, altra caratteristica del modello era la sua altezza, anticipando alcune tendenze odierne. Questo permetteva di avere un abitacolo spazioso anche per 5 persone, a differenza delle concorrenti contemporanee (gruppo all'epoca costituito da Peugeot 204, Fiat 1100 e 128, Lancia Fulvia e Opel Kadett).

#### Meccanica e motori
Anche dal punto di vista tecnico, la 1100 non mancò di proporre soluzioni particolari, come la trazione anteriore, la quale venne ancora accolta con scetticismo da molti costruttori, specialmente tedeschi (Opel, Ford, Volkswagen, ecc). La struttura monoscocca fu invece una soluzione tecnica che già da anni stava diffondendosi a macchia d'olio presso tutti i costruttori, specialmente quelli europei e che la stessa Simca aveva già introdotto oltre 15 anni prima con il lancio della Aronde. Altra soluzione particolare proposta dalla 1100 fu il motore disposto trasversalmente, una soluzione oggigiorno universalmente adottata da parte di tutti i costruttori generalisti, poiché permette un più ottimale sfruttamento dello spazio all'interno dell'abitacolo, una specifica richiesta anche in fase di sviluppo della stessa 1100.
Per quanto riguarda le sospensioni, la 1100 proponeva la soluzione a ruote indipendenti sui due assi, quando le 1300 e 1500 avevano ancora il retrotreno ad assale rigido. Sui due assi erano previsti ammortizzatori idraulici telescopici: l'avantreno era a quadrilateri deformabili con barre di torsione longitudinali mentre il retrotreno era a bracci tirati con barre di torsione trasversali. L'impianto frenante era di tipo misto, vale a dire con dischi all'avantreno e tamburi al retrotreno, mentre lo sterzo era a cremagliera.
Come da denominazione, la Simca 1100 era spinta da un motore da 1118 cm³ con distribuzione a valvole in testa. Tale motore, noto con la sigla Type 350, era previsto in due livelli di potenza: 53 CV per l'allestimento più basso e 56 CV per i due allestimenti più ricchi. Il cambio, in blocco con il motore, era manuale a 4 marce: come nel caso della 1000, anche in questo caso si trattava di un cambio con sincronizzatori prodotti dalla Porsche.

#### Allestimenti
Il Salone di Parigi del 1967 vide la presentazione della 1100, che in quell'occasione fu esposta in quattro varianti di carrozzeria, ma in soli due livelli di allestimento, LS e GL. In realtà, già al debutto era previsto un terzo livello, più ricco e rifinito, e denominato GLS.
- LS: livello di base ed unico allestimento previsto per la versione commerciale. Questo livello di allestimento era privo di inserti cromati sulle fiancate e sulla cornice del parabrezza, privo di stemmi identificativi e con sedili anteriori non reclinabili e divano posteriore ribaltabile contro i sedili anteriori. Il motore era il Type 350 da 53 CV e la LS è stata la sola 1100 inizialmente prevista con tale propulsore.
- GL: livello intermedio dotato di rostri ai paraurti, inserti cromati sulle fiancate e sulla cornice del parabrezza, gocciolatoi sul tetto, volante con clacson a semicerchio e divano posteriore abbattibile. Il motore era il Type 350S da 56 CV.
- GLS: livello di punta dotato di coppe ruota cromate, archi passaruota cromati, inserto sottoporta cromato, deflettori posteriori fissi con cornice cromata, il logo 1100 sui parafanghi anteriori, sedili anteriori reclinabili, moquette sul pavimento, braccioli anteriori e posteriori, plafoniera posteriore, illuminazione nel portabagagli, termometro dell'acqua, orologio ed accendisigari. Il motore era lo stesso della GL.

### Evoluzione

#### La prima fase produttiva

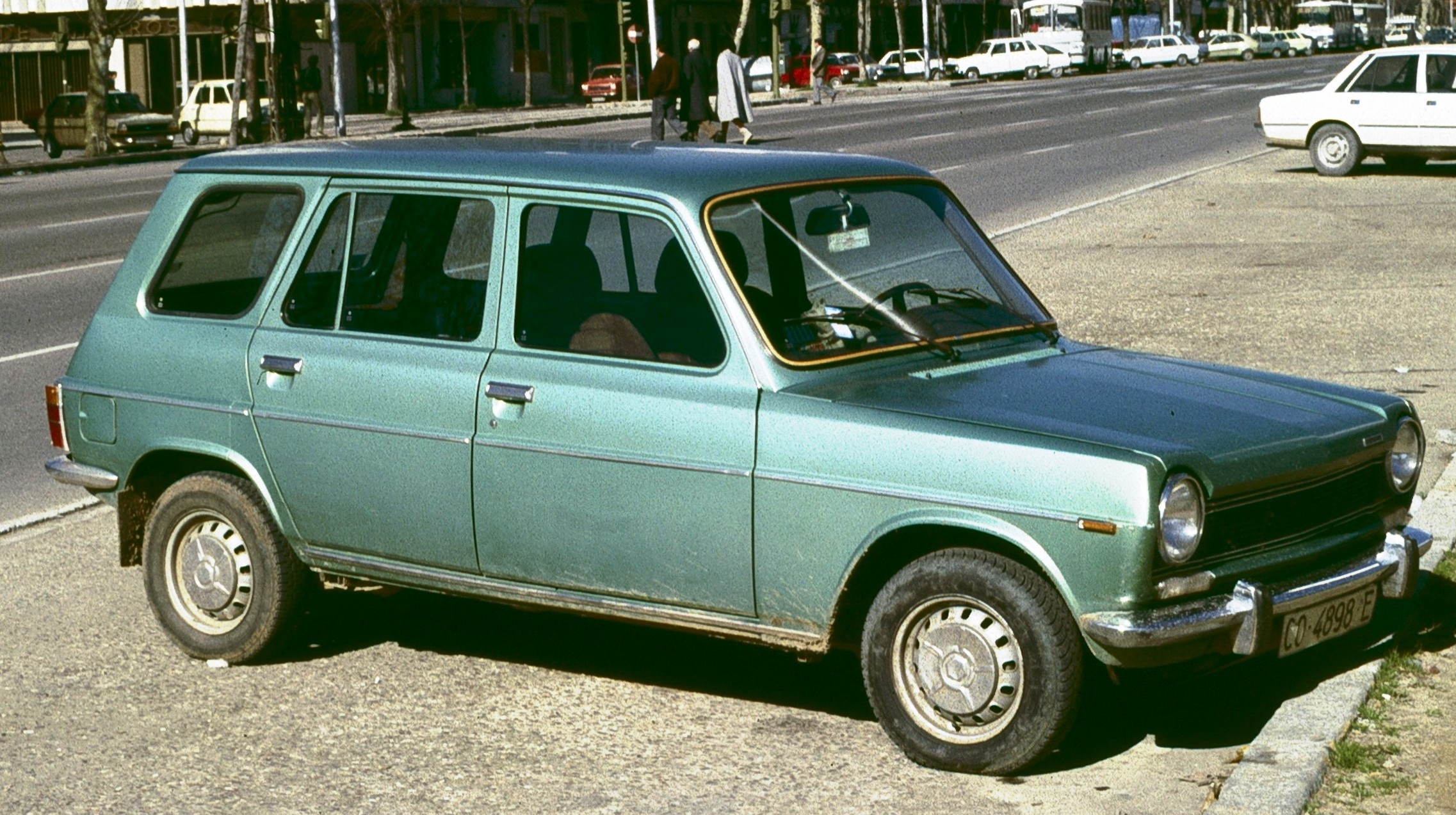
Una Break 5 porte

L'avvio della produzione della 1100 dovette ben presto scontrarsi con i moti del maggio francese, che però non ebbe ripercussioni negative sull'andamento delle vendite, che quindi fecero della nuova Simca un modello di successo. Le versioni Break e Commerciale, presentate anch'esse al precedente Salone di Parigi, cominciarono ad essere commercializzate solo a partire dal marzo del 1968. Al successivo Salone di Parigi vi furono diverse novità: innanzitutto, per venire incontro anche a quella fetta di potenziale clientela che solo per poco non riusciva a permettersi una 1100, la Casa di Poissy introdusse nell'autunno 1968 anche una versione fiscalmente più favorevole, la Simca LS 5CV, spinta dal motore Type 352, dimensionalmente identico al motore Type 315 da 944 cm³ montato sulla Simca 1000, ma differente perché riprogettato in modo da poter essere montato trasversalmente. Con una potenza ridotta a 45 CV, tale motore garantì prestazioni idonee al tipo di vettura ed andò a scontrarsi direttamente con la neonata Ford Escort, la cui motorizzazione di base era del tutto analoga (940 cm³). La 5CV fu l'unico modello della gamma a non annoverare nella lista optional il cambio semiautomatico e per diversi anni costituì il 25% della produzione totale della Simca 1100. Contemporaneamente, la gamma si arricchì con l'arrivo delle Break GL e GLS a 5 porte, sensibilmente più pratiche: esse andarono a sostituire le corrispondenti Break a 3 porte. Inoltre, la 1100 Commerciale fu ribattezzata 1100 Fourgonnette e divenne la sola a montare il motore da 53 CV, mentre tutte le versioni berlina e Break furono uniformate con il motore da 56 CV e per esse divenne disponibile nella lista optional anche un cambio semiautomatico Ferodo a 3 rapporti, realizzato sul modello del cambio Transfluide utilizzato durante il decennio precedente sulla Renault Frégate.
Nel 1969, la LS Break ricevette le 5 porte e andò a sostituire la GL Break; tutta la gamma conobbe inoltre un leggero aumento di potenza, poiché la versione LS 5CV passò da 45 a 48 CV, le versioni con motore 1.1 passarono da 56 a 60 CV e la Fourgonnette passò da 53 a 54 CV. Altri aggiornamenti di dettaglio si ebbero allo sterzo, ai sedili, alle manovelle degli alzacristalli ed al cruscotto, ora a strumenti tondi in luogo della precedente strumentazione a sviluppo orizzontale. Comparvero anche gli attacchi per le cinture di sicurezza a 3 punti sui sedili anteriori ed un antifurto bloccasterzo.
Nel 1970, l'intera gamma vide l'arrivo delle cinture di sicurezza a 3 punti, per le quali erano stati predisposti da qualche mese gli attacchi; ma la novità più succulenta fu l'arrivo della 1100 Spécial, nuova versione di punta equipaggiata con il motore Type 353 da 1204 cm³, un'unità in grado di erogare fino a 75 CV. Tale versione era anche più riccamente equipaggiata, poiché venne prevista con cerchi dal canale maggiorato (da 4.5 a 5 pollici), copricerchi recanti il nuovo logo Pentastar della Chrysler, fari di profondità allo iodio incastonati ai lati della calandra, sedili anteriori con poggiatesta, cruscotto a quattro strumenti circolari tra cui un contagiri, volante con corona in finto legno, sbrinalunotto e vano portaoggetti vicino alla leva del cambio. Nello stesso anno sparirono dal listino tutte le GL e la GLS a 3 porte. La gamma, che nello stesso periodo ricevette aggiornamenti di dettaglio un po' ovunque, a questo punto fu costituita da:
- 1100 LS (motore 1.0 o 1.1 litri, 3 e 5 porte);
- 1100 GLS (motore da 1.1 e solo a 5 porte);
- 1100 Break LS e GLS (per entrambe, motore da 1.1 litri e solo a 5 porte);
- 1100 Spécial (motore da 1.2 litri, 3 o 5 porte);
- Fourgonnette (solo con motore da 1.1 litri).

Vale ancora la pena sottolineare il continuo successo della vettura, alla fine di quello stesso 1970 superò le 142 000 unità prodotte, in un trend che avrebbe continuato a salire anche negli anni successivi.
Nel 1971 anche le LS a 5 porte furono tolte di produzione, ma l'aggiornamento più rilevante fu il ridisegnamento della parte posteriore, che ricevette un portellone più bombato e dotato di lunotto maggiorato. Un altro significativo aggiornamento fu quello occorso alla 1100 Spécial, che ricevette il nuovo motore Type 366 da 1294 cm³, con potenza massima invariata ma coppia motrice salita da 98 a 103 Nm. Quest'ultima versione, con gli aggiornamenti occorsi nel frattempo al resto della gamma, divenne l'unica Simca 1100 disponibile con carrozzeria a 3 porte. Nello stesso periodo, la vettura fu insignita del premio di auto più sicura del 1971.

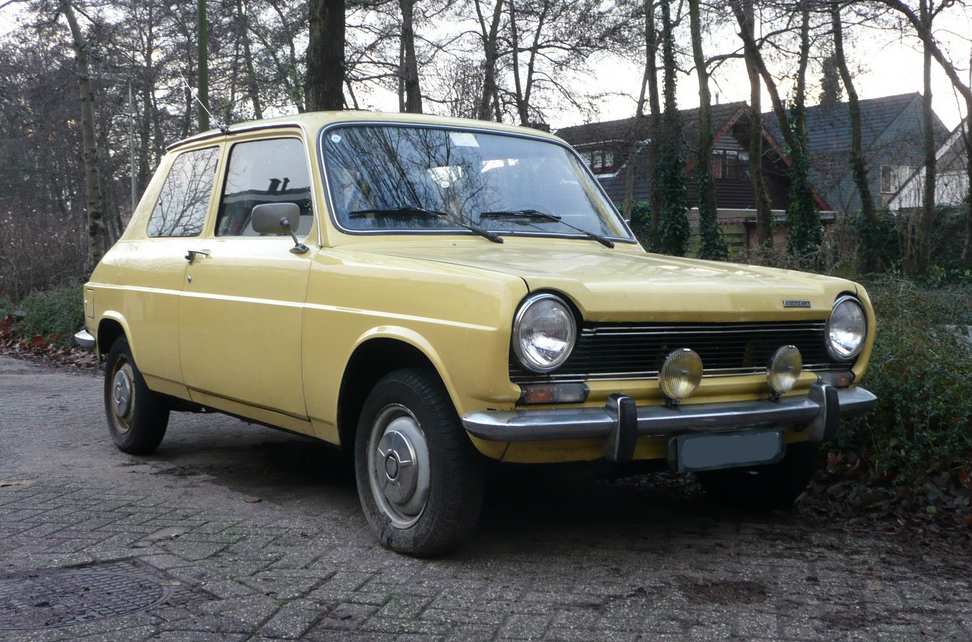
Una 1100 LS

Nell'autunno del 1972, al Salone di Parigi, le versioni LS ricevettero il bracciolo anteriore, mentre la Fourgonnette venne ribattezzata VF1 ed affiancata da una nuova versione a tetto rialzato, la VF2, caratterizzata da una portata massima di 500 kg e che ricevette il consueto motore da 1.1 litri, ma depotenziato da 60 a 53 CV. Quest'ultima raggiungerà però i listini Simca solo nel successivo mese di gennaio del 1973. In quell'anno, i successi sportivi della Matra-Simca portarono la Casa di Poissy ad introdurre nella gamma una versione celebrativa, denominata 1100 TI ed equipaggiata con il motore 3G4, una variante del 1.3 già visto sulla Spécial, ma che in questo caso raggiunse una potenza massima di 82 CV, portando la TI a scalzare la Spécial dal top della gamma. Caratteristiche della 1100 TI furono i cerchi in lega, i fendinebbia, un piccolo spoiler posteriore ed uno anteriore, sotto il paraurti. Tale modello non fece che accrescere il già confortante successo della 1100 ed il 28 giugno 1973 dalle linee di montaggio di Poissy uscì il milionesimo esemplare, una Spécial. Tra le altre novità di quell'anno va segnalata la cancellazione delle versioni con motore da 944 cm³, avvenuta nel mese di agosto, mentre fece il suo ingresso nel listino anche la 1100 Break Spécial, con lo stesso motore 1.3 da 75 CV della Spécial berlina.
Nel febbraio 1974, circa sei mesi dopo la loro uscita dal listino, il motore da 944 cm³ tornò nella gamma della 1100 per contrastare la crisi petrolifera del 1973 offrendo un'alternativa economica, inopportunamente eliminata l'anno prima. Questo motore, che andò ad equipaggiare le 1100 LE e GLE, fu proposto nella variante da 48 CV, ossia la stessa che nell'agosto del 1973 venne tolta di listino. Sempre alla fine dell'inverno del 1974, comparve la 1100 ES, una sorta di ibrido che unì l'allestimento della Spécial ed il motore da 1.1 litri e 60 CV. Nell'estate dello stesso anno, però, la GLE venne già cancellata dal listino, lasciando alla sola LE il compito di rappresentare la base della gamma.

#### La seconda fase produttiva

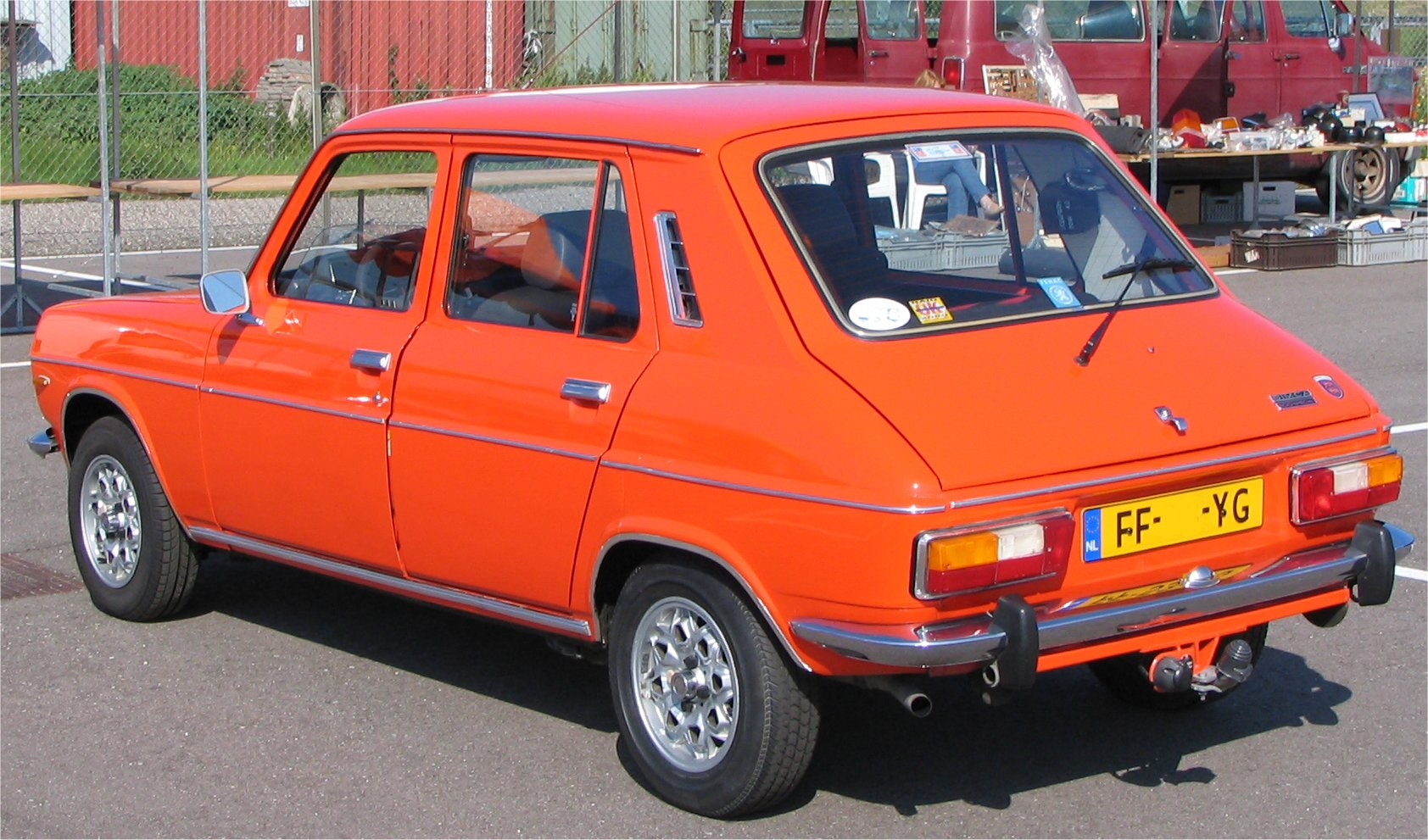
Una Simca 1100 dopo il restyling del 1974

Nel settembre del 1974 vi fu l'arrivo del restyling di mezza età, non molto marcato: i principali segni distintivi furono le luci posteriori di maggiori dimensioni e le maniglie alle portiere non più a pulsante, ma incassate. Contemporaneamente, la gamma si arricchì con l'arrivo della 1100 LX, dotata di un 1.1 depotenziato a 54 CV. Caratteristiche distintive del modello, che venne proposto unicamente con carrozzeria berlina a 3 porte, furono i cerchi specifici, la calandra di color nero e le bande adesive laterali.
Nel marzo del 1975 venne proposta anche una 1100 Break LE con motore da 944 cm³, destinata però ad una brevissima carriera, dal momento che verrà tolta di produzione solo sei mesi dopo. Nel settembre dello stesso anno vi fu un taglio deciso alla gamma: sparirono infatti le versioni LS, la Break LE, la GLS berlina, la TI a 3 porte e la Break Spécial. In compenso, la LE venne proposta anche con motore 1.1 da 50 CV, ma la versione con motore inferiore vide la propria potenza scendere da 48 a 47 CV. Inoltre, fu introdotta la 1100 GLX, praticamente una LX, ma più elegante, senza bande laterali e con dotazione più completa, nonché provvista del motore 1.1 ad alta compressione, che proprio in quell'anno scese da 60 a 58 CV. Sul fronte dei veicoli commerciali comparve una 1100 Pick-Up telonata con motore da 1.1 litri e soli 50 CV, per una portata massima di 535 kg.
Nel 1976 furono cancellate la LE con motore da 944 cm³ e la Spécial. Meccanicamente si ebbe l'arrivo di un impianto frenante a doppio circuito su tutta la gamma, mentre il tergilunotto divenne di serie su tutta la gamma (tranne la LE che non lo prevedeva) e le versioni LX ed ES ricevettero nella dotazione di serie la predisposizione per l'autoradio. Alla fine dello stesso anno fu lanciata una nuova versione commerciale, la 1100 AS, praticamente una berlina a tre porte ma con i soli due sedili anteriori: la parte posteriore dell'abitacolo era completamente vuota per permettere il carico di merci e strumenti di lavoro. L'allestimento interno ed il propulsore utilizzato erano gli stessi della LX.
Nel 1977 fu presentata la Matra-Simca Rancho, ossia una "1100" in veste simil-fuoristrada, ritenuta da molti come l'antesignana delle successive SUV: adottava un propulsore di 1.5 litri, con 80 CV era in grado di raggiungere i 145 km/h. Parte della carrozzeria era di materia plastica, per contenere la massa.
Sempre nel 1977, e precisamente nel mese di aprile, vi fu l'arrivo della 1100 LX Spécial, versione a tiratura limitata: la sua dotazione comprendeva tra l'altro il tergilunotto, la predisposizione per l'autoradio, le bande laterali simili (ma non identiche) a quelle della LX ed i vetri oscurati. Sempre nel 1977 la calandra nera venne uniformata su tutta la gamma, mentre la LE a 3 porte venne reintrodotta a fianco di quella a 5 porte.

#### Gli ultimi anni

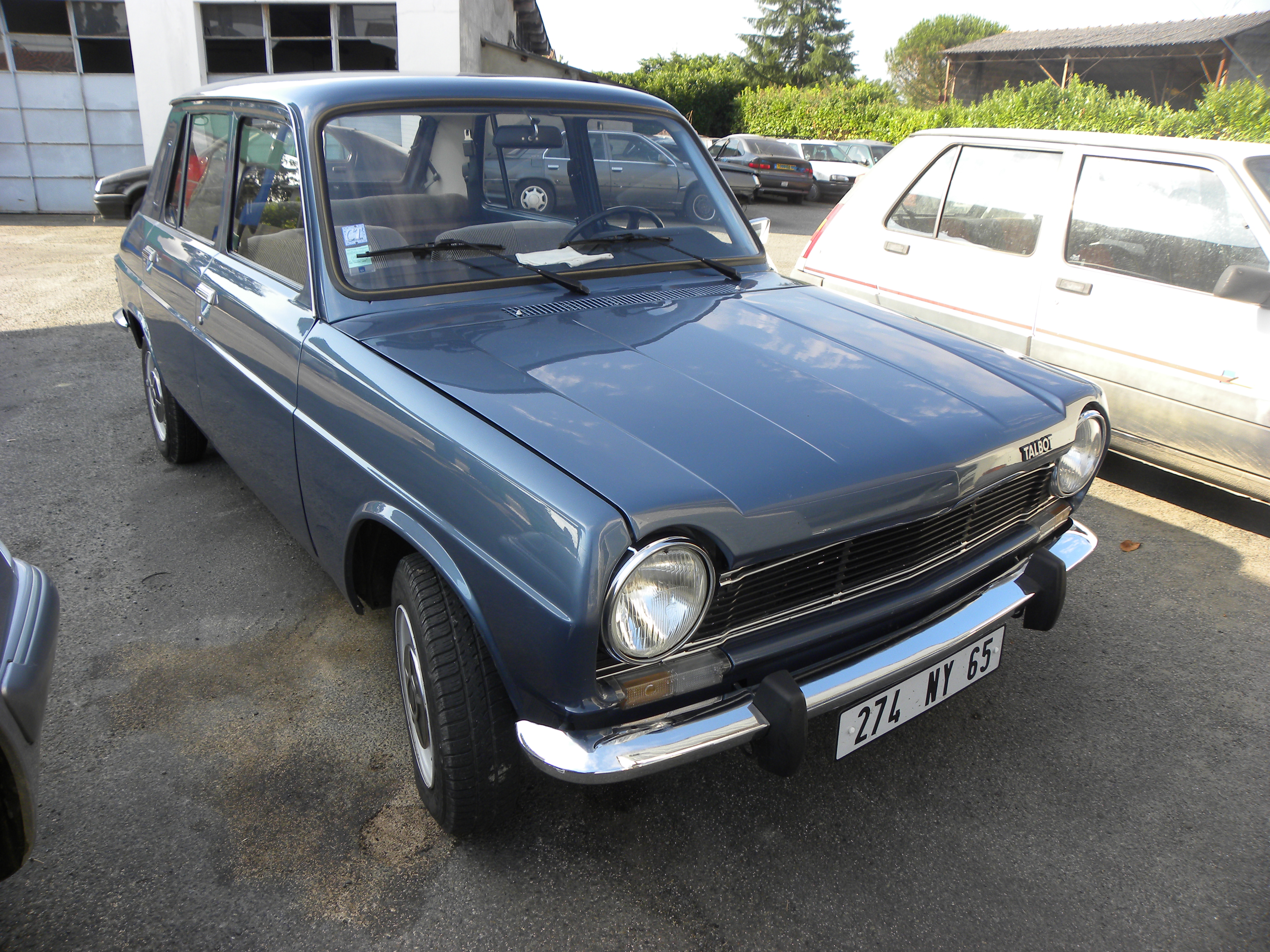
Una delle ultime 1100, già con marchio Talbot

Nel gennaio del 1978, vi fu il lancio commerciale della Chrysler Horizon, destinata in seguito a sostituire proprio la 1100. Ma per quest'ultima non era ancora arrivato il momento del pensionamento, anzi, alcuni modelli precedentemente tolti dal listino, tornarono in commercio. Fu per esempio il caso della GLS a 5 porte, che tornò con il motore 1.1 da 58 CV. Nello stesso anno fu lanciata sul mercato la nuova versione furgonata, la VF3, caratterizzata dal tetto rialzato di 20 cm rispetto alla VF2, che comunque rimase in gamma. Il 1978 fu però anche l'anno in cui il Gruppo PSA rilevò l'intera Chrysler europea, detentrice del marchio Simca.  Per questo motivo, nella tarda estate il colosso francese annunciò la prossima estinzione della Simca a favore del marchio Talbot, che venne rispolverato dopo decenni di inattività. Nel frattempo, la presenza della nuova arrivata Horizon comportò una razionalizzazione della gamma, con il solo propulsore da 1.1 litri a motorizzare la ridotta gamma.
Nel 1979 il marchio Talbot cominciò a comparire sul frontale della vettura, mentre in coda rimase invece il nome Simca. Sempre nel 1979, la dotazione dei principali modelli divenne più completa.
Dal 1980, la 1100 venne prodotta con il marchio Talbot, in affiancamento alla Horizon, in produzione a quel punto da oramai tre anni. Il marchio Simca scomparve definitivamente, anche dal portellone posteriore.
Nel luglio del 1981 le 1100 scomparvero quasi tutte dal listino: le uniche rimaste furono le versioni VF1, VF2 e VF3. Queste ultime furono tolte dal commercio quattro anni dopo, nel 1985.
Durante la sua produzione la 1100 fu commercializzata anche negli Stati Uniti tramite la Chrysler e con il nome di 1204 (poiché nella versione USA montava unicamente quel motore), ma si rivelò un flop nonostante potesse (caso più unico che raro per una compatta) montare il condizionatore d'aria: fu disponibile sul mercato USA soltanto dal 1969 al 1970.

### Riepilogo caratteristiche
Di seguito vengono riepilogate le caratteristiche delle varie versioni previste per la gamma della 1100. I prezzi indicati sono in franchi e si riferiscono al momento del debutto nel mercato transalpino:
| Modello                                                   | Carrozzerie | Motore    | Cilindrata cm³ | Potenza CV/rpm | Coppia Nm/rpm | Massa a vuoto (kg) | Velocità max | Anni di produzione | Prezzo al debutto (FF) |
| Versioni da turismo                                       |             |           |                |                |               |                    |              |                    |                        |
| LS 5CV                                                    | berlina     | Type 352  | 944            | 45/5600        | 62.3/3300     | 870                | 132          | 1968-69            | 7.995                  |
| LS 5CV                                                    | berlina     | Type 352  | 944            | 48/5600        | 66/3200       | 870                | 135          | 1969-73            | 8.665                  |
| LE (5CV)                                                  | berlina     | 3D1       | 944            | 48/6400        | 66/4000       | 870                | 140          | 1974-75            | 12.520                 |
| LE (5CV)                                                  | berlina     | 3D1       | 944            | 47/6000        | 67/3000       | 910                | 140          | 1975-76            | 18.090                 |
| LE (5CV)                                                  | Break       | 3D1       | 944            | 48/6400        | 66/4000       | 890                | 140          | 03/1975-09/1975    | -                      |
| GLE                                                       | berlina     | 3D1       | 944            | 48/6400        | 66/4000       | 880                | 140          | 03/1974-09/1975    | 13.800                 |
| LE (6CV)                                                  | berlina     | 3E1       | 1118           | 50/5800        | 77/3000       | 930                | 138          | 1975-80            | 18.750                 |
| LE (6CV)                                                  | Break       | 3E1       | 1118           | 50/5800        | 77/3000       | 950                | 135          | 1978-80            | 22.650                 |
| LE (6CV)                                                  | Break       | 3E1A      | 1118           | 58/6000        | 84/3000       | 950                | 135          | 1975-78            | 19.490                 |
| LS(6CV)                                                   | berlina     | Type 350  | 1118           | 53/5600        | 81/3600       | 870                | 138          | 1967-68            | 7.750                  |
| LS(6CV)                                                   | berlina     | Type 350S | 1118           | 60/6000        | 85/3200       | 890                | 146          | 1969-75            | 9.600                  |
| LS(6CV)                                                   | berlina     | 3E1A      | 1118           | 58/6000        | 84/3000       | 910                | 145          | 1980-81            | 26.600                 |
| LS(6CV)                                                   | Break       | Type 350S | 1118           | 60/6000        | 85/3200       | 900                | 145          | 1969-75            | 9.295                  |
| LS(6CV)                                                   | Break       | 3E1A      | 1118           | 58/6000        | 84/3000       | 930                | 143          | 1980-81            | 32.200                 |
| ES                                                        | berlina     | 3E1A      | 1118           | 60/6000        | 85/3200       | 910                | 146          | 1974-77            | 14.890                 |
| GL                                                        | berlina     | Type 350S | 1118           | 56/5300        | 81.4/3600     | 890                | 140          | 1967-69            | 8.995                  |
| GL                                                        | berlina     | Type 350S | 1118           | 60/6000        | 85/3200       | 890                | 146          | 1969-70            | 10.185                 |
| GLS                                                       | berlina     | Type 350S | 1118           | 56/5300        | 81.4/3600     | 900                | 140          | 1967-69            | 9.495                  |
| GLS                                                       | berlina     | Type 350S | 1118           | 60/6000        | 85/3200       | 910                | 146          | 1969-75            | 10.360                 |
| GLS                                                       | berlina     | 3E1A      | 1118           | 58/6000        | 84/3000       | 910                | 145          | 1978-81            | 25.200                 |
| GLS                                                       | Break       | Type 350S | 1118           | 56/5300        | 81.4/3600     | 920                | 138          | 1967-69            | 10.395                 |
| GLS                                                       | Break       | Type 350S | 1118           | 60/6000        | 85/3200       | 920                | 143          | 1969-77            | 11.380                 |
| GLS                                                       | Break       | 3E1A      | 1118           | 58/6000        | 84/3000       | 930                | 143          | 1978-81            | 26.900                 |
| LX                                                        | berlina     | 3E1       | 1118           | 54/6000        | -             | 930                | 142          | 1974-75            | 15.000                 |
| LX                                                        | berlina     | 3E1       | 1118           | 50/5800        | 77/3000       | 930                | 138          | 1975-77            | 19.070                 |
| GLX                                                       | berlina     | 3E1A      | 1118           | 58/6000        | 84/3000       | 910                | 145          | 1975-77            | 19.870                 |
| Spécial                                                   | berlina     | Type 353S | 1204           | 75/6000        | 99/3600       | 890                | 159          | 1970-71            | 11.770                 |
| Spécial                                                   | berlina     | Type 3661 | 1294           | 75/5800        | 105/3000      | 920                | 160          | 1971-76            | 12.995                 |
| Spécial                                                   | Break       | 3G2       | 1294           | 75/5800        | 105/3000      | 930                | 157          | 1973-75            | 15.450                 |
| TI                                                        | berlina     | 3G4       | 1294           | 82/6000        | 104/3200      | 920                | 165          | 1973-77            | 16.550                 |
| Versioni commerciali                                      |             |           |                |                |               |                    |              |                    |                        |
| AS                                                        | van vetrato | 3E1       | 1118           | 50/5800        | 77/3000       | 920                | 138          | 1977-81            | -                      |
| Commerciale                                               | van vetrato | Type 350  | 1118           | 53/5600        | 81/3600       | 890                | 135          | 1967-68            | 7.750                  |
| Fourgonnette                                              | furgoncino  | Type 350  | 1118           | 53/5600        | 81/3600       | 890                | 135          | 1968-72            | 8.490                  |
| VF1                                                       | furgoncino  | 3E1       | 1118           | 53/5600        | 81/3600       | 890                | 135          | 1972-78            | 11.395                 |
| VF1                                                       | furgoncino  | 3E1       | 1118           | 50/5800        | 77/3000       | 900                | 130          | 1978-81            | 19.000                 |
| VF1                                                       | furgoncino  | 3E1       | 1118           | 55/5600        | -             | 910                | 135          | 1981-85            | 24.100                 |
| VF2                                                       | furgoncino  | 3E1       | 1118           | 53/5600        | 81/3600       | 900                | 130          | 1972-78            | 10.750                 |
| VF2                                                       | furgoncino  | 3E1       | 1118           | 50/5800        | 77/3000       | 910                | 125          | 1978-81            | 18.900                 |
| VF2                                                       | furgoncino  | 3E1       | 1118           | 55/5600        | -             | 920                | 130          | 1981-85            | 24.475                 |
| VF3                                                       | furgoncino  | 3E1       | 1118           | 50/5800        | 77/3000       | 910                | 120          | 1978-81            | 19.450                 |
| VF3                                                       | furgoncino  | 3E1       | 1118           | 55/5600        | -             | 930                | 125          | 1981-85            | 25.425                 |
| Pick-up Bachée                                            | Pick-up     | 3E1       | 1118           | 50/5800        | 77/3000       | 900                | 120          | 1976-81            | 14.860                 |
| Pick-up Bachée                                            | Pick-up     | 3E1       | 1118           | 55/5600        | -             | 920                | 125          | 1981-85            | 24.100                 |
| Note: 1Dal 1973 il motore Type 366 prenderà il codice 3G2 |             |           |                |                |               |                    |              |                    |                        |